# Grabovica (gmina Vlasenica)
Grabovica (cyr. Грабовица) – wieś w Bośni i Hercegowinie, w Republice Serbskiej, w gminie Vlasenica. W 2013 roku liczyła 342 mieszkańców.